# Epropetes amazonica
Epropetes amazonica là một loài bọ cánh cứng trong họ Cerambycidae.